# Rapotenreuth
Rapotenreuth, auch Rapetenreuth, ist eine Wüstung bei Mehlmeisel im oberfränkischen Landkreis Bayreuth.
Die Lage von Rapotenreuth ist nicht exakt bekannt, der Ort tauchte zuerst als Wüstung urkundlich auf, wurde aber in Grenzbeschreibungen immer wieder aufgezählt, so dass der grobe Standort erkennbar ist. Dieser befindet sich nordöstlich von Oberlind. Die „Franzenhansen“-Waldwiese wird bei Wiche als Relikt der Wüstung gesehen. In der Verlängerung in Richtung Hohe Matze befand sich eine weitere Siedlung namens Birk bzw. Pirk, die aufgegeben wurde. Vor Ort lassen Bergbauspuren in Form von Pingen und Kohlenmeilern Hinweise auf Tätigkeiten des späten Mittelalters erkennen. Der Ort wurde vermutlich wegen seiner unwirtlichen Lage wieder aufgegeben. Thiem geht zusätzlich von der vorausgehenden Zerstörung des Ortes im Zweiten Markgrafenkrieg aus.
Der Ortsname weist auf eine Gründung im 11. oder 12. Jahrhundert hin. Thiem verweist auf den Verkauf des Herrschaftsbereichs Waldeck 1283 von den Landgrafen von Leuchtenberg an Ludwig den Strengen, wo die betroffenen Orte nicht namentlich genannt sind, aber von der Existenz Rapotenreuths auszugehen sei. Im Jahr 1422 fielen Oberlind, Rapotenreuth und Birk – alle drei zu jenem Zeitpunkt wüst – von Peter Groß an Pfalzgraf Otto, der das Lehen an Paul von Hirschberg zu Ebnath übertrug. Eine weitere urkundliche Erwähnung der Wüstung stammt aus dem Jahr 1477. Die Wüstung wurde noch bis zum Dreißigjährigen Krieg in Beschreibungen als Orientierungspunkt im Gelände verwendet.